# 石落とし

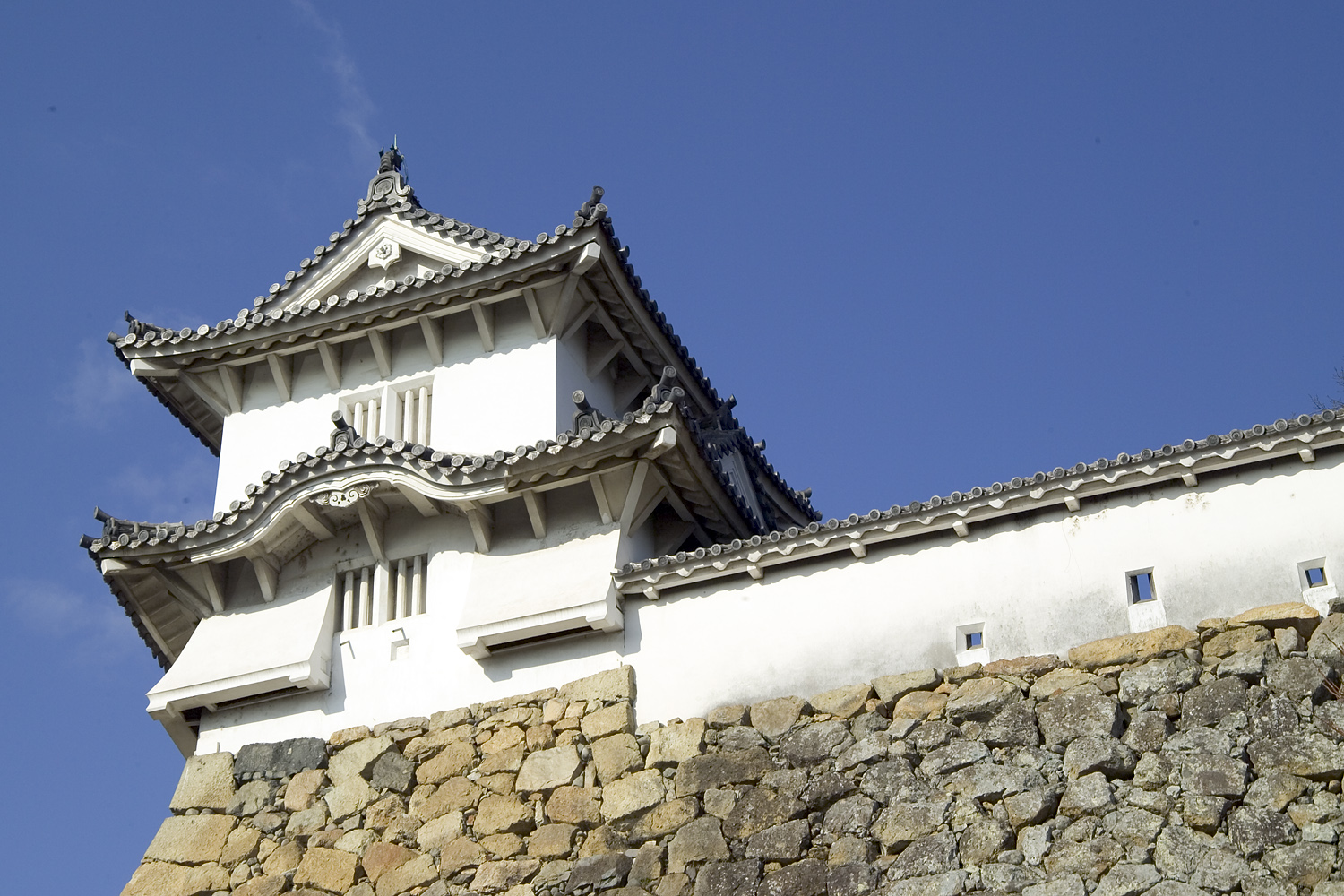
石落としの一例。櫓隅部に取り付いている袴腰型の石落とし。（姫路城西の丸ワの櫓）

石落とし（いしおとし）は、日本の城に設置された防御用開口部のこと。下方に開口し、おもに真下方向にいる標的を攻撃する用途で使われる。「塵落とし」（ちりおとし）ともいう。ヨーロッパの城においても、同様の装備がある。
天守や櫓、櫓門の壁面、塀などに張り出すかたちで空間をせり出させ、床になる部分を20センチメートル程度開口して付設された。普段は蓋をして、使用時に蓋を取り除いて開ける。狭間が前方向にいる敵を射撃目標にしているのに対し、石落としは建物・城壁・石垣などの真下方向にいる敵を標的にしている。
文字通りに、石を落とすほかに煮え湯や汚物などを落として敵を迎撃する設備とする一方、間口の狭さからおもに鉄砲、弓矢や槍で迎撃するものともされる。石落としから、何でもって攻撃したかは諸説ある。

## 形状
石落としの形状は、袴腰型・戸袋型・出窓型の3種に大別される。この他に櫓門（大坂城・姫路城など）は、門の2階の床板を外して下方向に間口し、門下を通過しようとする敵を真上から攻撃することができるものもある。このような床板を開閉して使う石落としの類を足駄狭間（あしださま）ともいう。また、天守台・櫓台からの出張りのある櫓や天守では、天守台や櫓台から張り出した床面を石落としとして利用した例があった（熊本城大天守、萩城天守、讃岐高松城天守）。
袴腰型
衣服の袴の袴腰、または寺院建築の鐘楼や鼓楼の袴腰に似ていることから袴腰型という。天守や櫓、塀の平面部や隅部分に取り付く。支持材はまっすぐなものと、大洲城の櫓にあるもののように反りをつけたものとがある。特異な例では、和歌山城大天守にある石落としは、むくりをつけてある。1階にあることが多いが、松江城天守では2階にある。

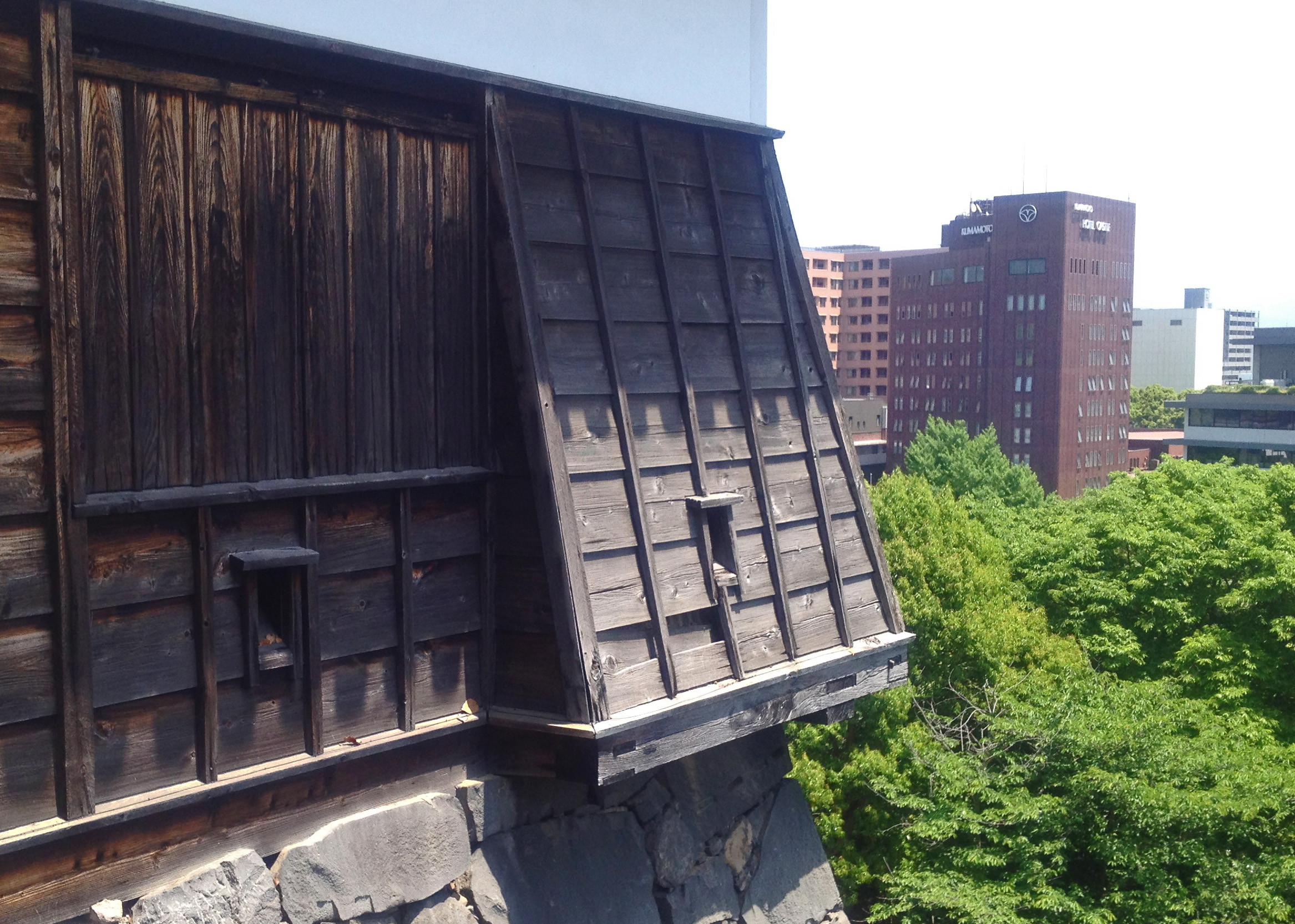
袴腰型石落としの外観（熊本城源之進櫓。熊本県熊本市）
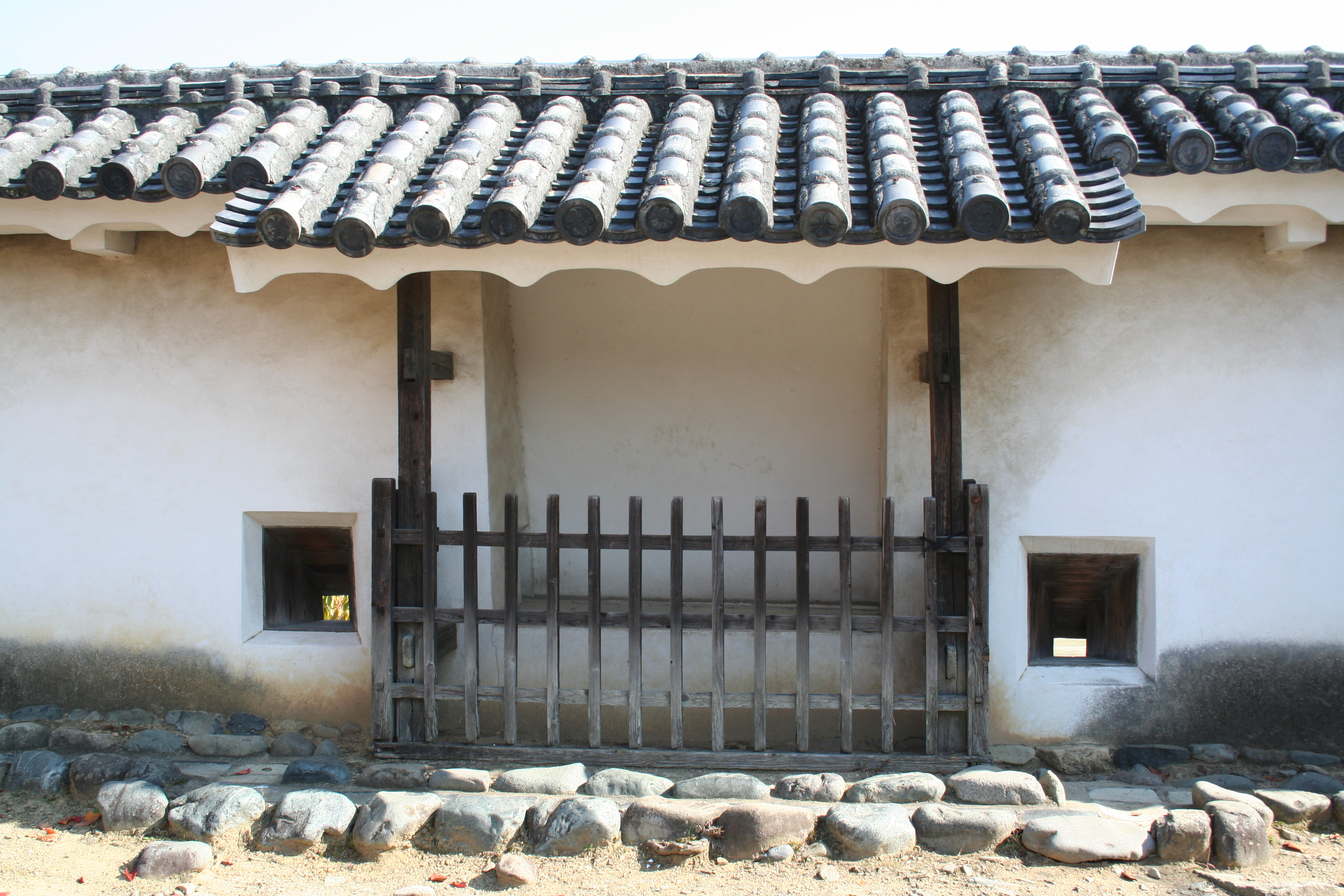
塀の石落としの内側（姫路城。兵庫県姫路市）
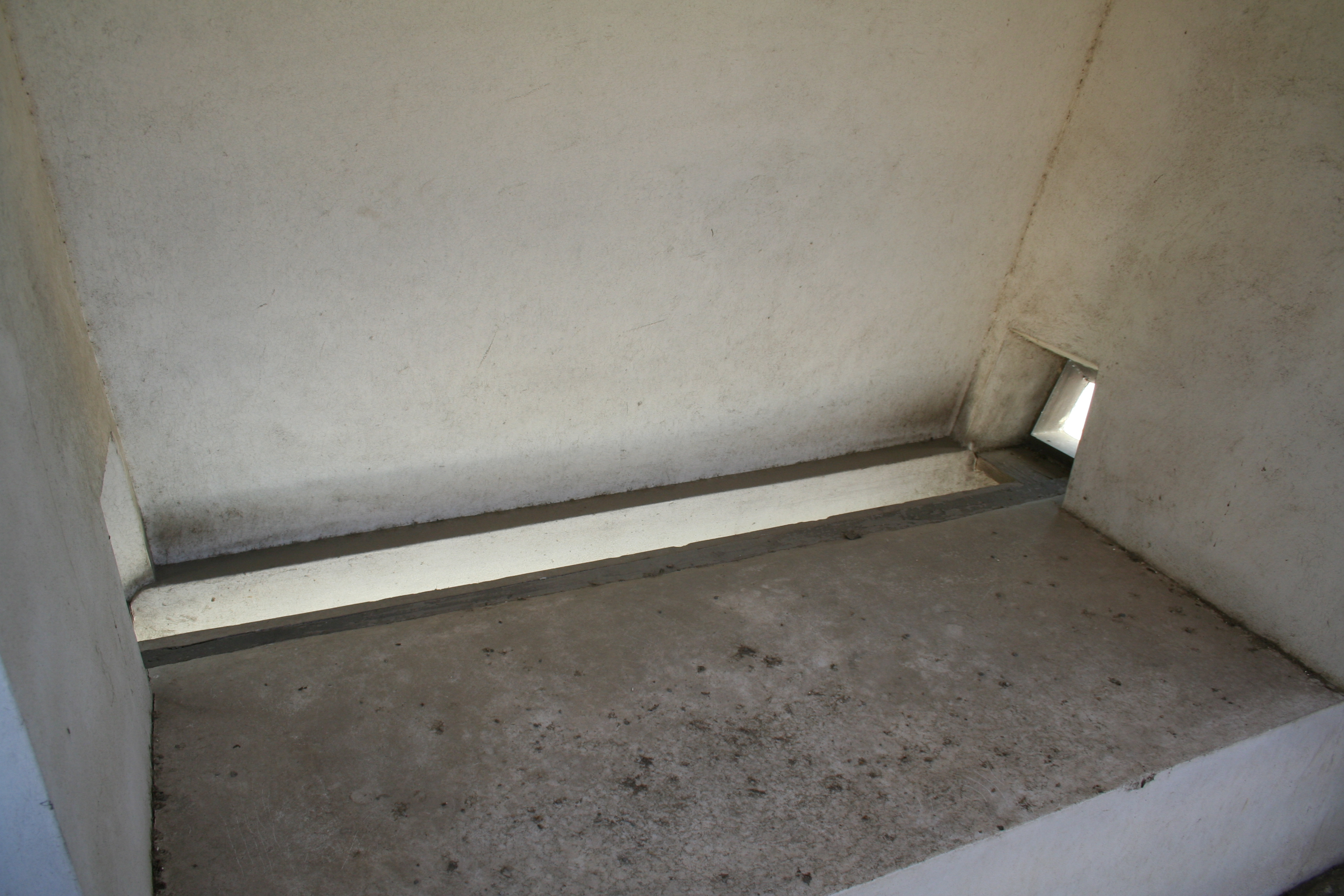
塀の石落としの内側拡大（姫路城）
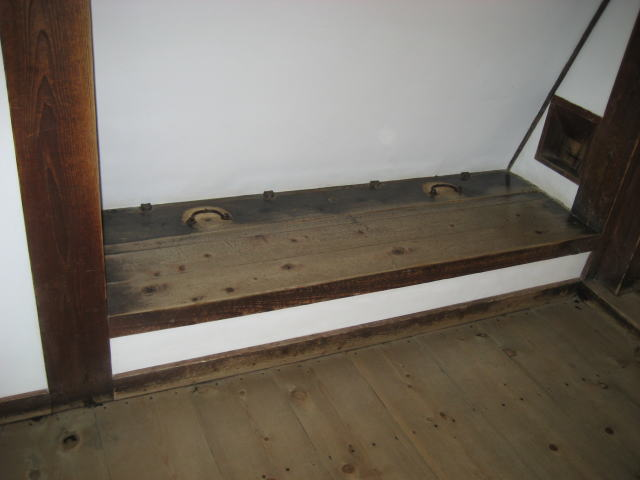
櫓の石落としの内部。蓋で塞がれている（姫路城の櫓）

戸袋型
雨戸の戸袋のように箱の形をなしている。取り付く部分は袴腰形と同じであるが、隅部に取り付くものは松山城（愛媛県）や熊本城田子櫓、平櫓などに見られる。

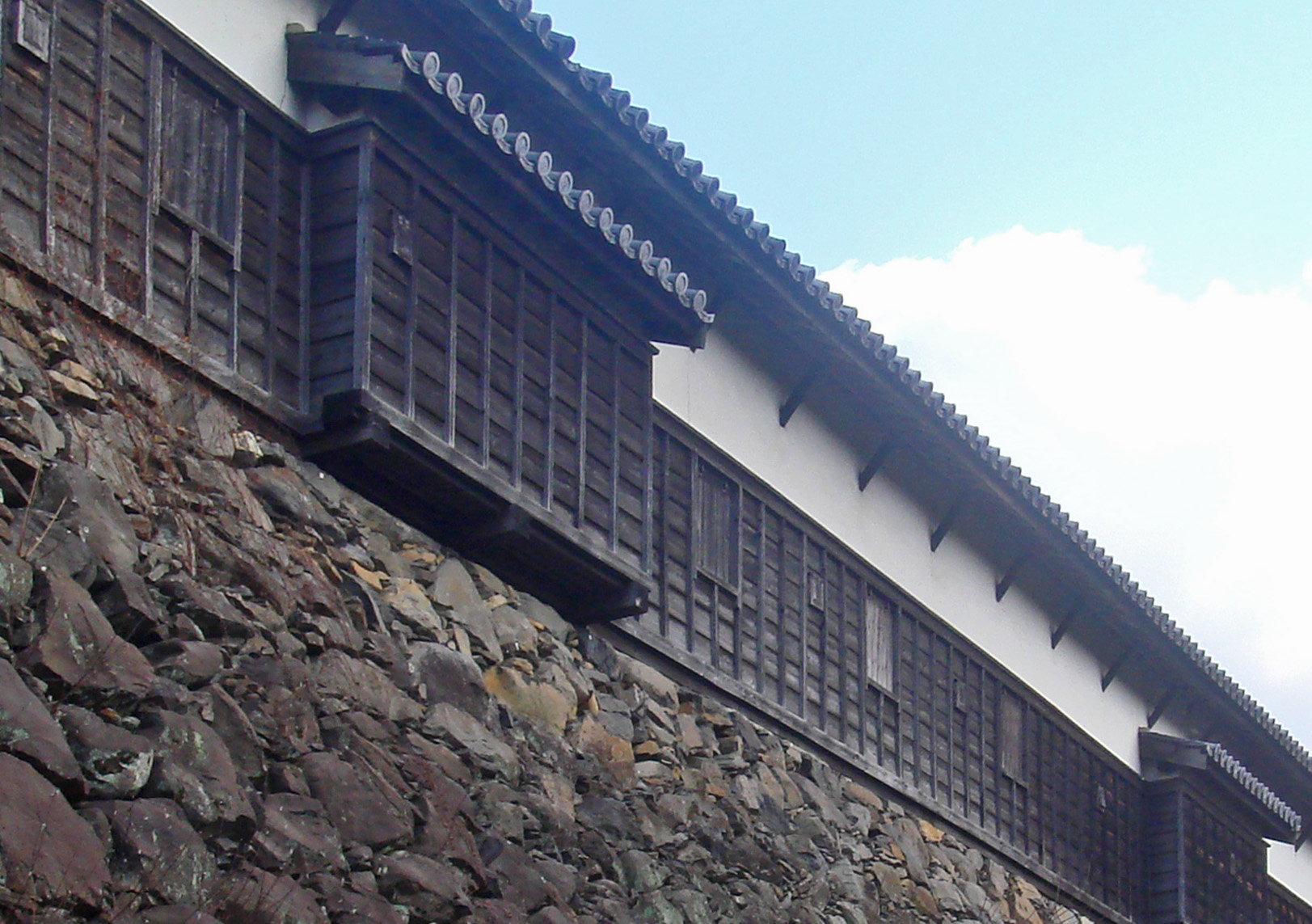
戸袋型（福岡城南の丸多聞櫓。福岡県福岡市）
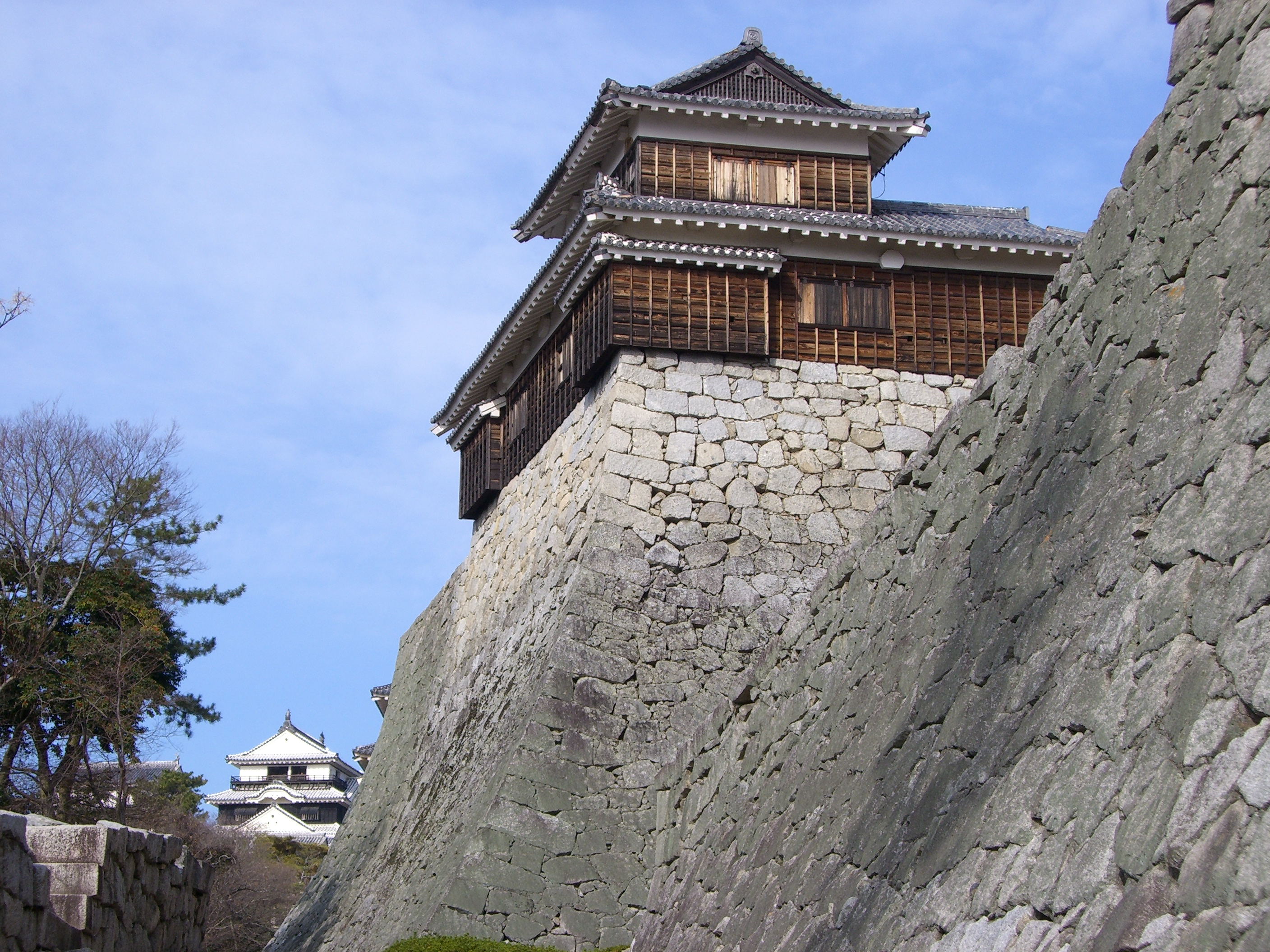
隅部の戸袋型石落とし（松山城太鼓櫓。愛媛県松山市）

出窓型
建物の出窓と一体となって付設している形状。出格子のほかに、1箇所に窓をつけたのみのものも出窓と呼ぶ。戸袋型と取り付き方が似るが、戸袋型には窓がないことが異なる点である。装飾性があり、名古屋城や金沢城のように各種破風で飾った出窓型の石落しを取り付けた櫓が見られる。

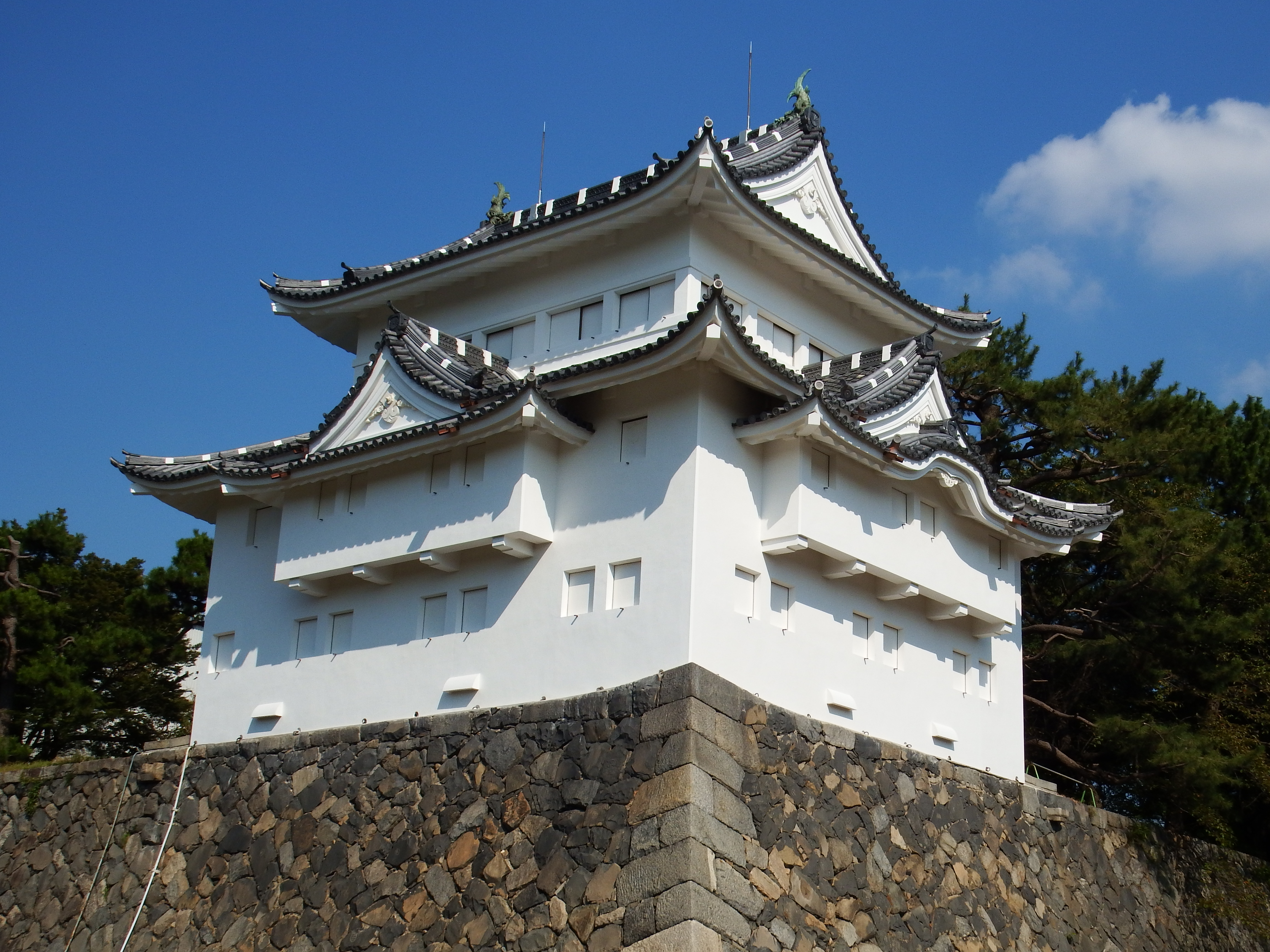
出窓型。この櫓は2重3階の櫓であり、石落としの出窓は2階にある。（名古屋城本丸南西隅櫓。愛知県名古屋市）
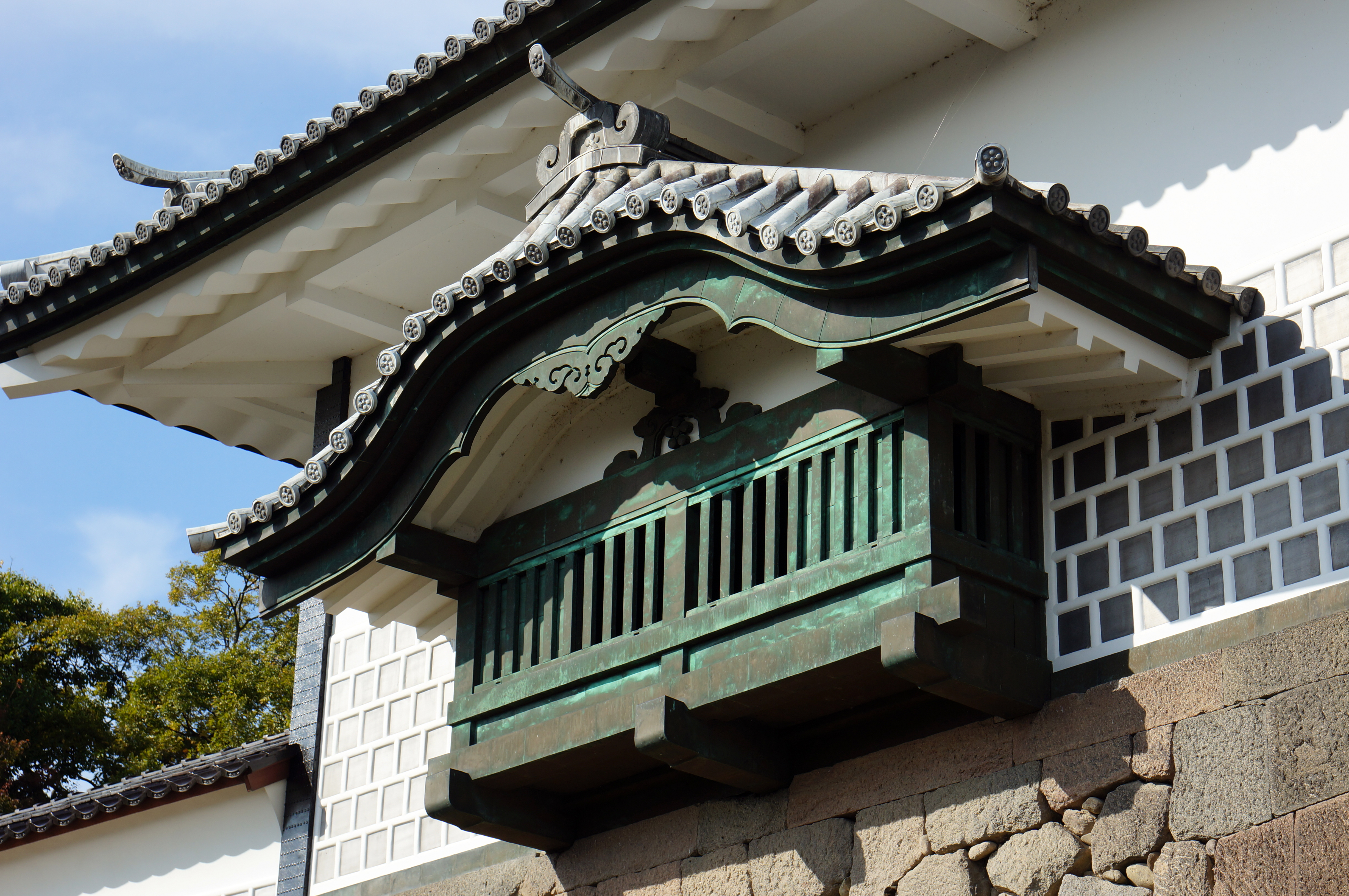
出窓型。出格子の出窓で、屋根は向唐破風（金沢城石川門隅櫓。石川県金沢市）
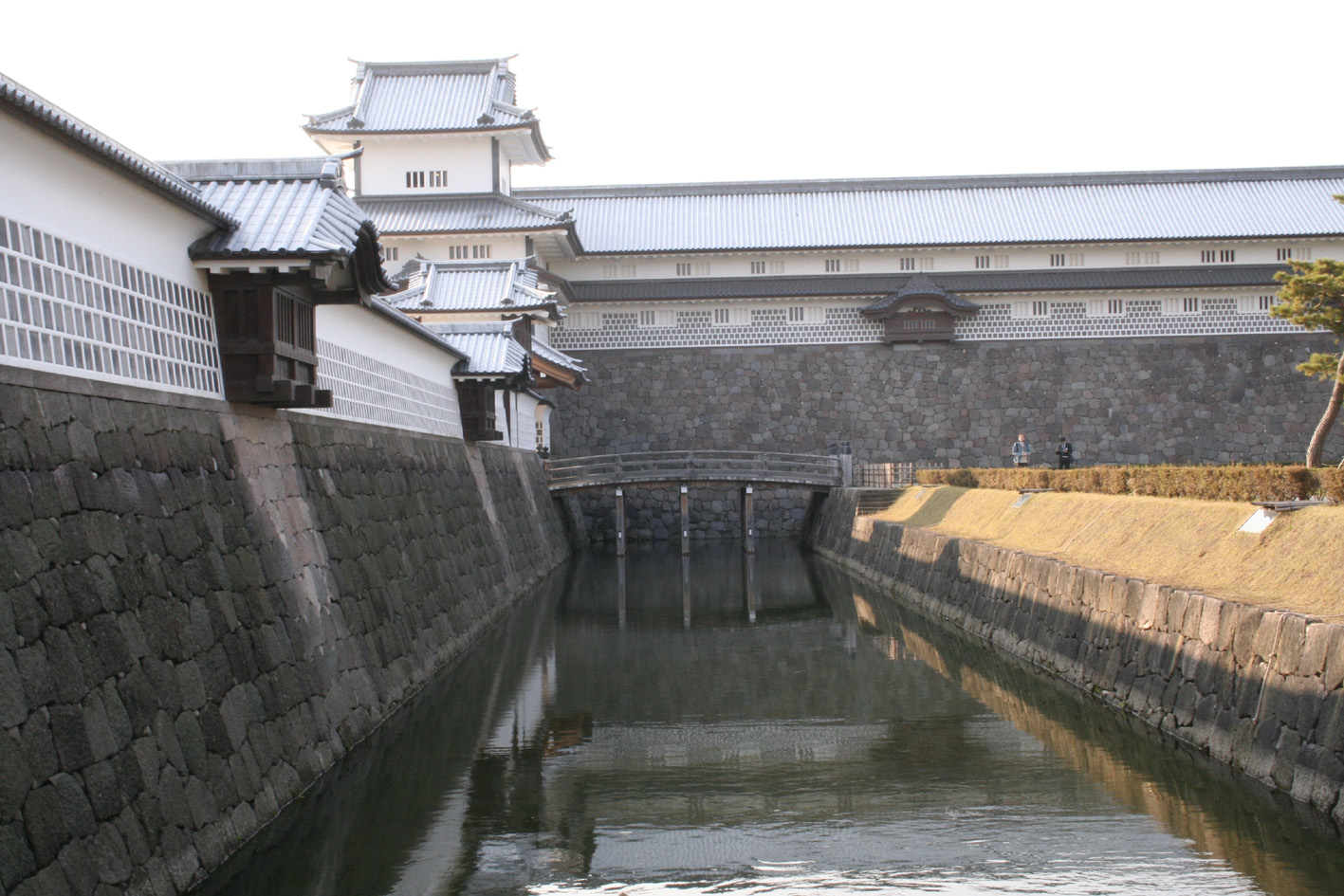
出窓型。出格子の出窓で、屋根は向唐破風（金沢城の塀、五十間長屋。石川県金沢市）

## ヨーロッパ
上から物を投下して敵を撃退するという考えは西洋にも存在し、木造櫓（Hoarding）、出し狭間（Machicolation）、ブレテーシュ（Bretèche）、殺人孔（Murder Hole）等、似たような仕掛けがいくつか存在する。
木造櫓（Hoarding）
木造櫓（英語: Hoarding，フランス語: Hourd）は、城壁（幕壁や塔）の頂部に沿って造られた屋根状の木造建築物で、壁の外面上に片持ち梁のように張り出した包囲型の戦闘回廊である。回廊部の床面には直下の標的に対して攻撃できるように穴が開けられていることが一般的であった。
出し狭間（Machicolation）
出し狭間（英語: Machicolation マチコレーション, フランス語: Mâchicoulis マシクーリ）とは、城壁や城門などの上の胸壁に設置された石造の張り出し構造物で、直下の標的に対して攻撃できるように穴が開けられたものをいう。出し狭間のもととなった木造の張り出し歩廊である木造櫓（Hoarding）（語源は古フランク語の「足場」である）は、城壁から張り出して設置された回廊で、城壁の下に投石や弓や弩による射撃を行えるようになっていた。しかし、木造のため火や投石器による攻撃に脆弱であり、石造の出し狭間に置き換わっていった。
ブレテーシュ（Bretèche）
ブレテーシュ（英語: Bretèche，フランス語: Bretèche）は城門や窓の上に設置される出し狭間である。戦時には石や熱湯、熱したピッチなどを投下する。また、ガードローブという似たような設備が城壁の堀側に設置されるが、こちらはトイレである。
殺人孔（Murder Hole）
殺人孔は、城や要塞の城門通路、あるいはマナー・ハウス等の天井に設置された孔で、敵の頭上から「石、熱湯、熱した砂、矢、消石灰など」を投下して攻撃を行うために使うものである。

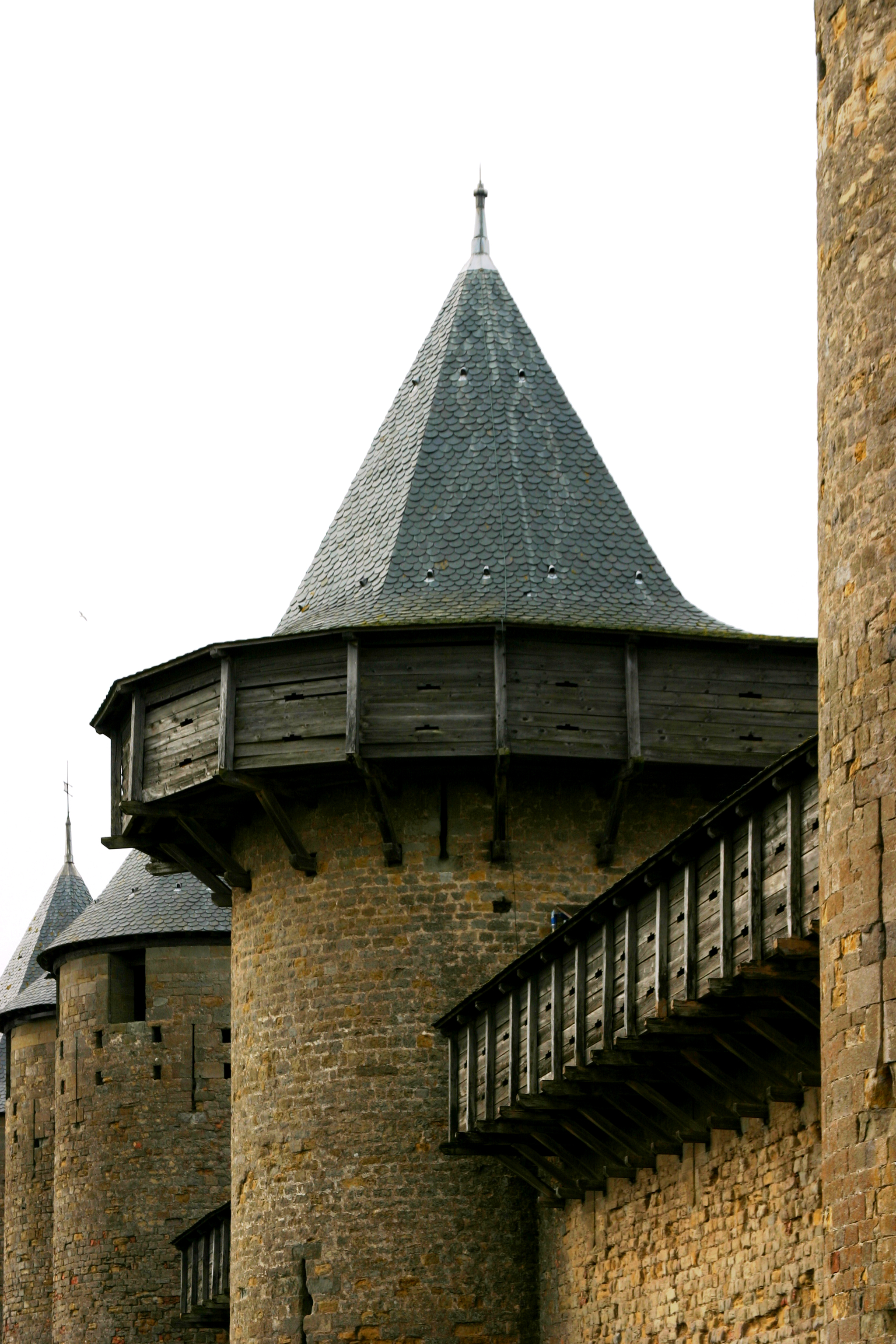
木造櫓（カルカソンヌ）
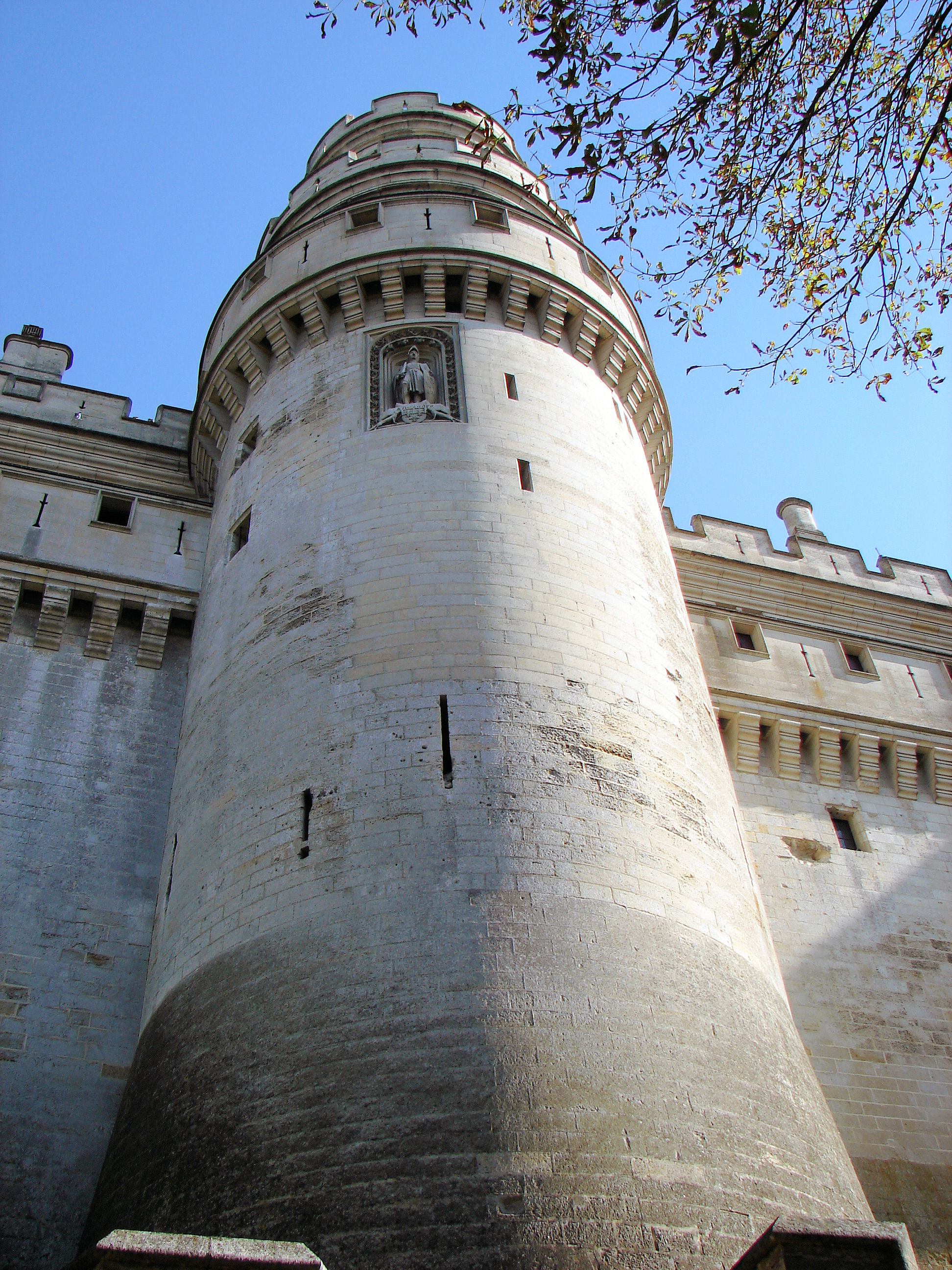
出し狭間（ピエールフォン城）
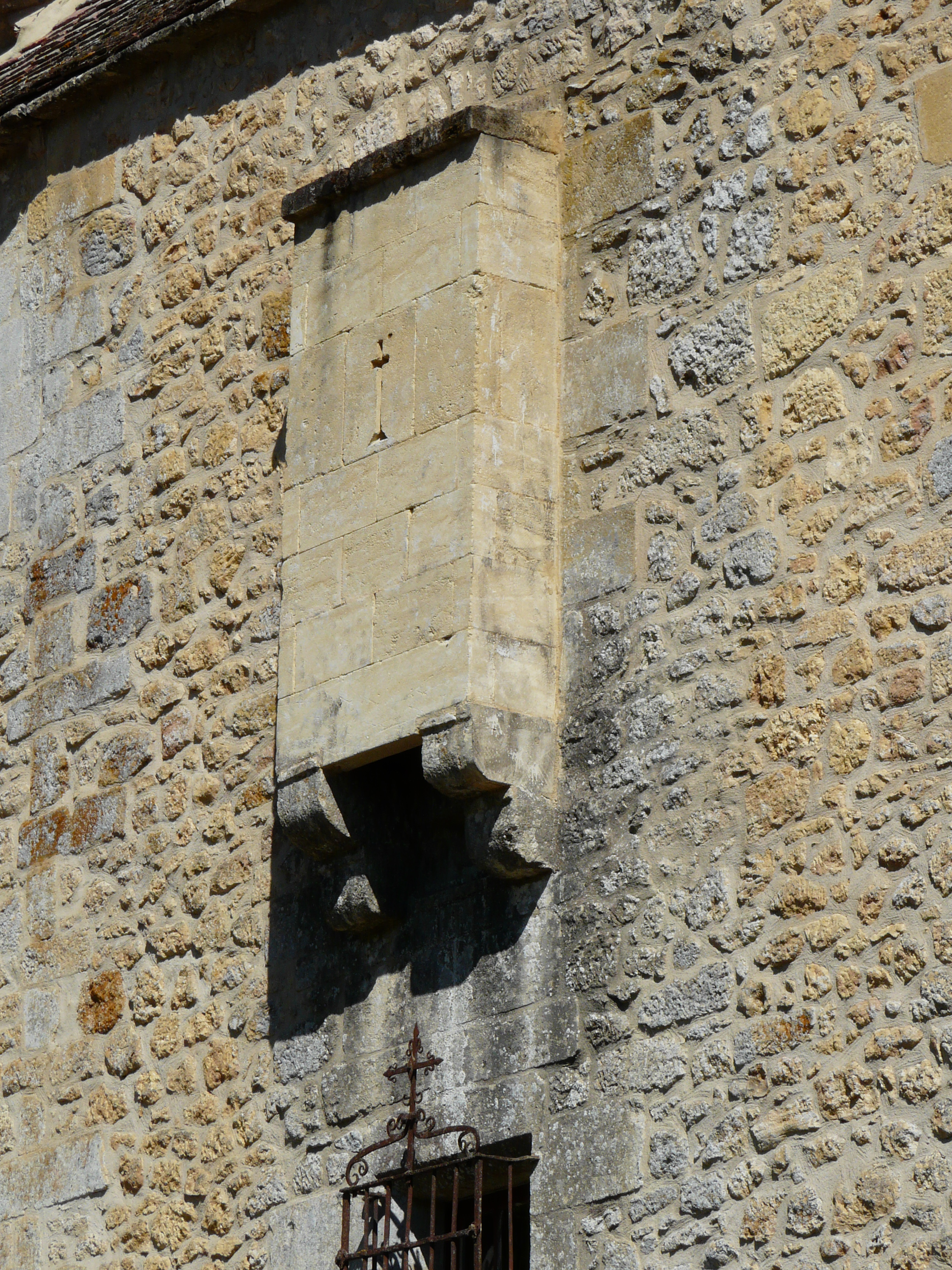
ブレテーシュ（Maison forte de Reignac）
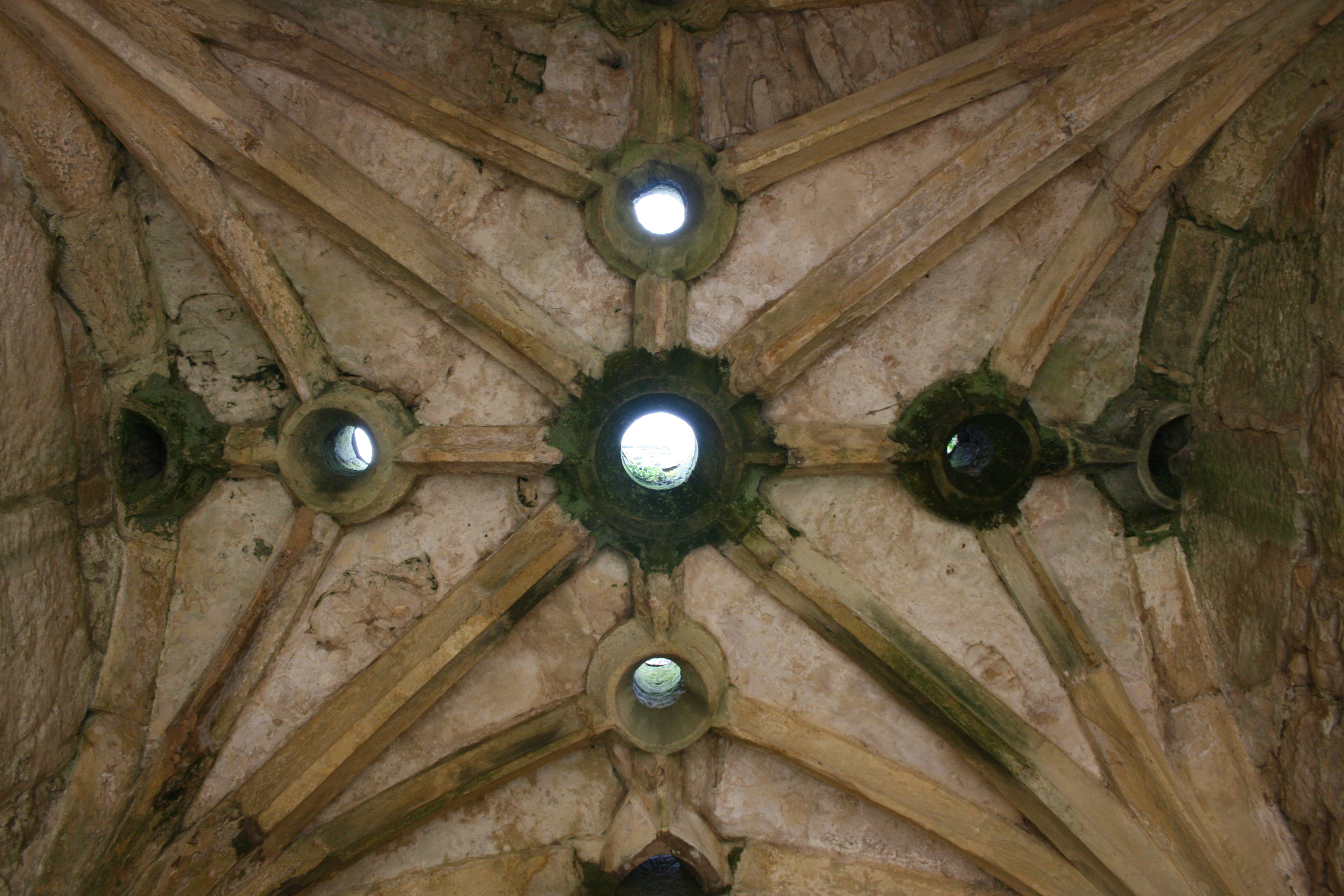
殺人孔（ボディアム城）